# Luz y sombra (telenovela)
Luz y sombra es una telenovela mexicana de corte juvenil producida y dirigida por Gonzalo Martínez Ortega para la cadena Televisa, siendo emitida por El Canal de las Estrellas del 17 de abril al 4 de agosto de 1989. Fue protagonizada por Thalía y Alberto Mayagoitía, y con las participaciones antagónicas de Enrique Álvarez Félix y Eric del Castillo
El nombre de la telenovela proviene del disco homónimo del grupo mexicano Flans, muy popular por aquellos años, cuyo tema también del mismo nombre se usó como tema central de la telenovela.

## Argumento
Alma Suárez y José Guerra son dos jóvenes que luchan por salir adelante en la vida y lograr una buena posición pese al ambiente en el que se han criado: un barrio pobre, lleno de niños huérfanos u jóvenes drogadictos. 
Alma, que sueña con ser una famosa bailarina, vive con su madre, Mercedes; ésta siempre le ha hecho creer a su hija que su padre, Eusebio, está muerto, pero la verdad es que Eusebio las abandonó a ambas mucho tiempo atrás y ahora vive con otra mujer. José, en tanto, vive con sus padres y aspira a ser un gran nadador olímpico. 
A pesar de las duras situaciones que están obligados a vivir a diario, Alma y José no se rendirán ante nada y tratarán de alcanzar sus sueños aunque tengan que sufrir grandes desdichas y sinsabores.

## Elenco
- Enrique Álvarez Félix† - Juan Guerra
- Thalía - Alma Suárez
- Alberto Mayagoitía - José Guerra
- Cecilia Tijerina - Lucía
- Eric del Castillo - Bernal Suárez de la Garza
- Delia Casanova - Mercedes "Meche" de Suárez
- Carlos Bracho - Ricardo Saucedo
- Blanca Sánchez† - Aurora Linares de Guerra,
- Socorro Bonilla - Leticia
- Quintín Bulnes† - Guido
- Raúl Buenfil - Satanás
- Mario León - Simón
- Roberto Sosa - Sergio Luna
- Fabián - El Zorra
- Rosario Escobar - Marcela
- Evangelina Sosa - Caridad "Cari"
- Carlos González
- Uriel Chávez - Tomás
- José Barberena
- Arturo Allegro
- Jaime Lozano
- Radamés de Jesús
- María Clara Zurita - Carmen
- Gustavo del Castillo
- Rosita Arenas - Sra. Orozco
- Salvador Sánchez - Eusebio Suárez
- Javier Ruán - El Costeño
- Holda Ramírez - Mary Tere
- Miguel Garza
- Antua Terrazas - Toño
- Gustavo Navarro - Gustavo
- Darío T. Pie - El Viborín
- Isabel Benet
- Paco Rabell
- Ana María Rabell
- María Fernanda
- Eva Prado - Cecilia
- Ezequiel Alarcon Cisneros
- José Luis Llamas - Urbano
- Alejandrina Fuentes - Gela
- Carlos Águila
- Nelly Horsman
- Manuel Ávila
- Juan Carlos Nava

## Equipo de producción
- Historia original de: Paulino Sabugal
- Adaptación: Lila Yolanda Andrade
- Tema: Luz y sombra
- Autor: Amparo Rubín
- Tema: Gracias a Dios
- Letra y música: Juan Gabriel
- Arreglo musical: Pedro Plascencia Salinas
- Intérprete: Thalía
- Música original: Amparo Rubín
- Arreglos musicales: Alberto Núñez Palacios
- Escenografía: Juan Rodríguez
- Ambientación: Max Arroyo
- Diseño de vestuario: Noemi Enríquez
- Musicalizador: Jesús Blanco
- Iluminación: Mario Sánchez
- Edición: Antonio Trejo, Jorge James
- Director secuencia musical: Antonio Acevedo
- Coordinadora de producción: Araceli Sánchez Mariscal
- Gerente de producción: Raúl Estrada
- Director adjunto: José Acosta Navas
- Director de cámaras: Carlos Manzano
- Productor y director: Gonzalo Martínez Ortega